# Munka Ljungby församling
Munka Ljungby församling är en församling i Bjäre-Kulla kontrakt i Lunds stift. Församlingen ligger i Ängelholms kommun i Skåne län och utgör ett eget pastorat.

## Administrativ historik
Församlingen bildades 2006 genom en sammanslagning av Munka-Ljungby församling (med bindestreck), Össjö församling och Tåssjö församling och utgör sedan dess ett eget pastorat.

## Kyrkobyggnader

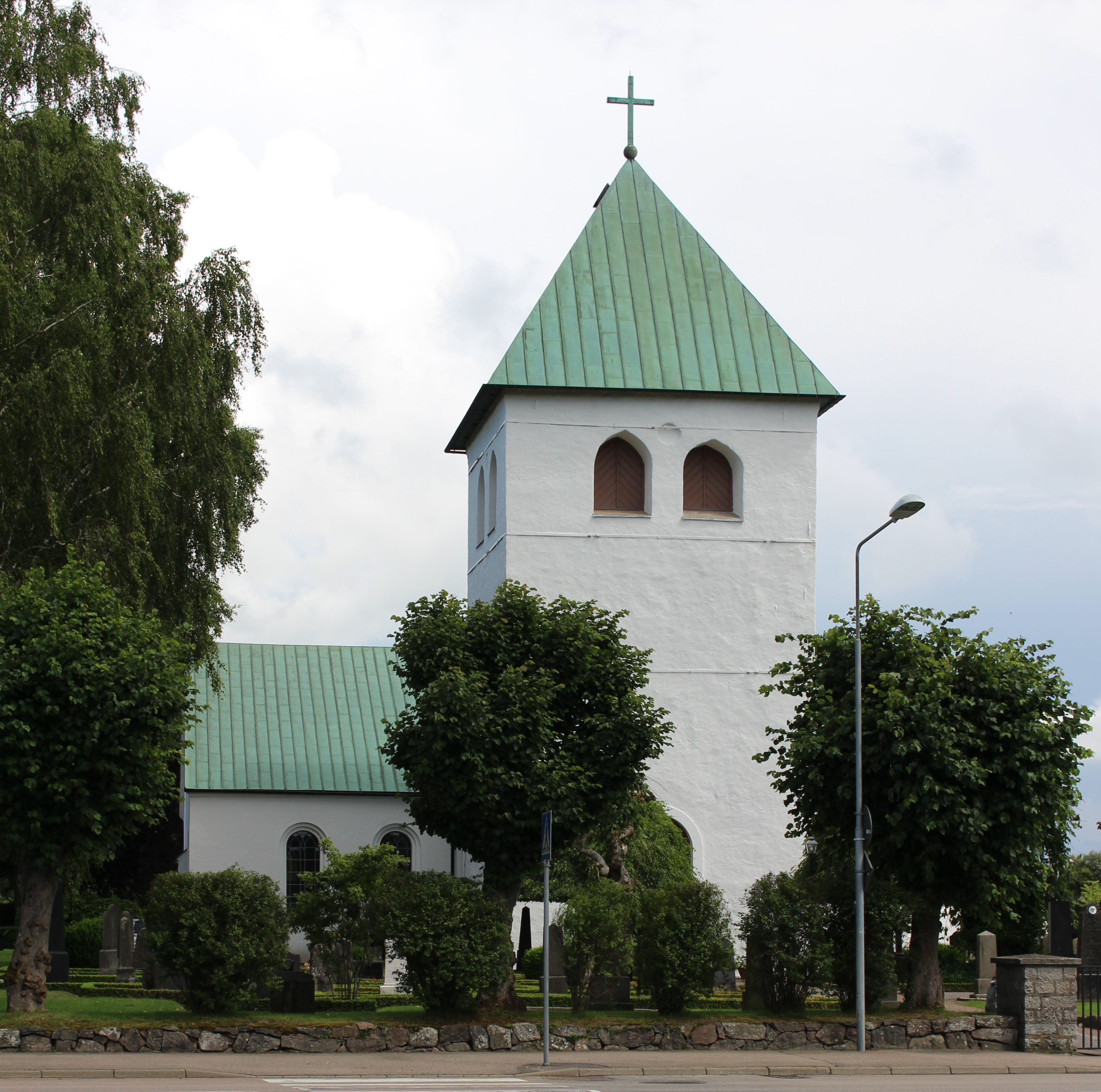
Munka-Ljungby kyrka
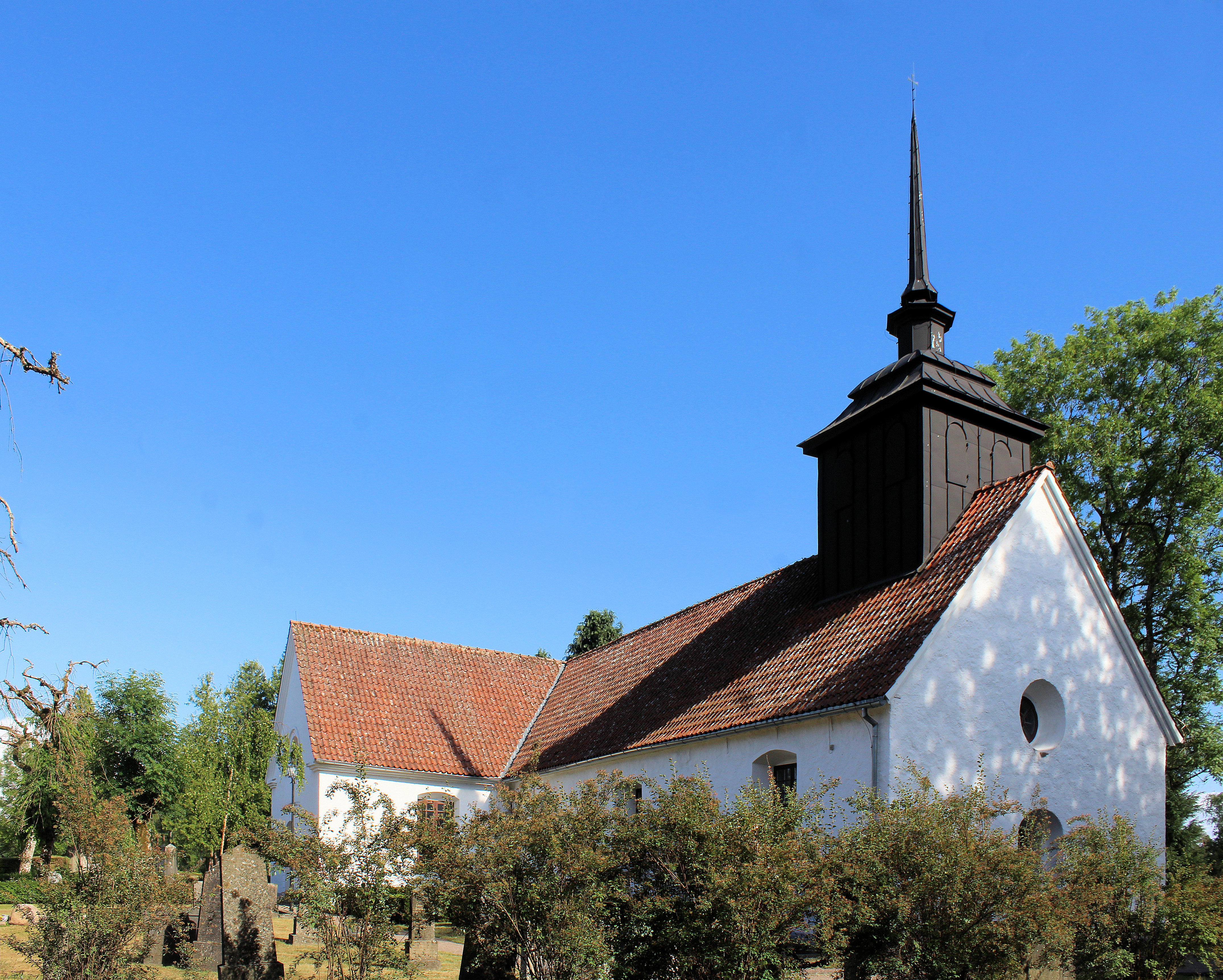
Tåssjö kyrka
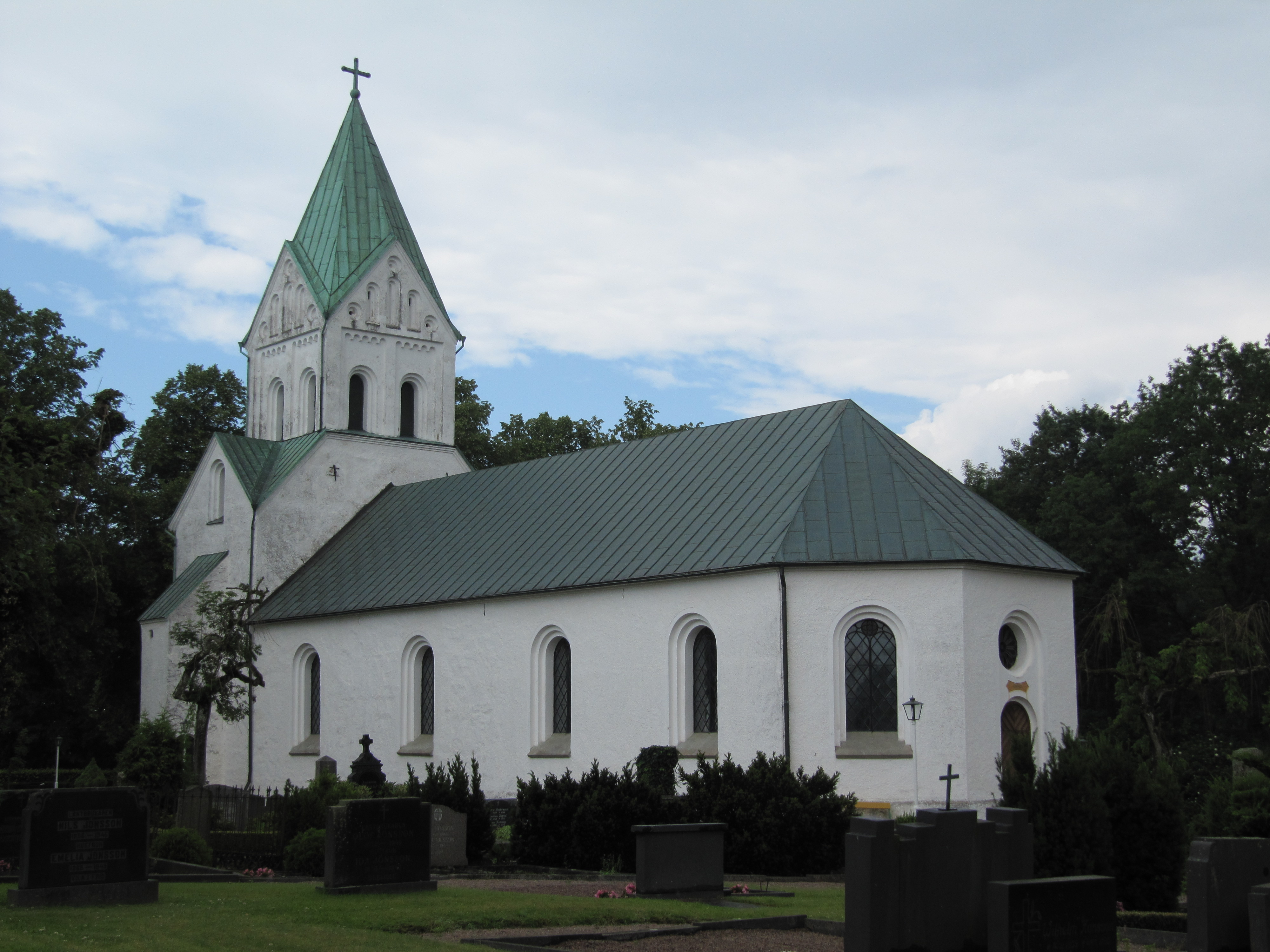
Össjö kyrka